# Moncoutant
Moncoutant és un municipi francès situat al departament de Deux-Sèvres i a la regió de la Nova Aquitània. L'any 2007 tenia 3.029 habitants.

## Demografia

### Població
El 2007 la població de fet de Moncoutant era de 3.029 persones. Hi havia 1.222 famílies de les quals 345 eren unipersonals (147 homes vivint sols i 198 dones vivint soles), 431 parelles sense fills, 384 parelles amb fills i 62 famílies monoparentals amb fills.
La població ha evolucionat segons el següent gràfic:
Habitants censats

### Habitatges
El 2007 hi havia 1.411 habitatges, 1.256 eren l'habitatge principal de la família, 31 eren segones residències i 123 estaven desocupats. 1.282 eren cases i 127 eren apartaments. Dels 1.256 habitatges principals, 839 estaven ocupats pels seus propietaris, 393 estaven llogats i ocupats pels llogaters i 24 estaven cedits a títol gratuït; 13 tenien una cambra, 62 en tenien dues, 186 en tenien tres, 340 en tenien quatre i 656 en tenien cinc o més. 1.004 habitatges disposaven pel capbaix d'una plaça de pàrquing. A 612 habitatges hi havia un automòbil i a 522 n'hi havia dos o més.

### Piràmide de població
La piràmide de població per edats i sexe el 2009 era:
| Homes | Edats   | Dones |
| ----- | ------- | ----- |
| 0     | 95 o +  | 4     |
| 12    | 90 a 94 | 28    |
| 56    | 85 a 89 | 60    |
| 16    | 80 a 84 | 60    |
| 56    | 75 a 79 | 72    |
| 80    | 70 a 74 | 80    |
| 60    | 65 a 69 | 96    |
| 80    | 60 a 64 | 92    |
| 44    | 55 a 59 | 56    |
| 68    | 50 a 54 | 88    |
| 108   | 45 a 49 | 100   |
| 112   | 40 a 44 | 80    |
| 108   | 35 a 39 | 132   |
| 116   | 30 a 34 | 76    |
| 80    | 25 a 29 | 96    |
| 76    | 20 a 24 | 72    |
| 108   | 15 a 19 | 128   |
| 92    | 10 a 14 | 112   |
| 108   | 5 a 9   | 72    |
| 60    | 0 a 4   | 56    |

## Economia
El 2007 la població en edat de treballar era de 1.779 persones, 1.353 eren actives i 426 eren inactives. De les 1.353 persones actives 1.256 estaven ocupades (685 homes i 571 dones) i 96 estaven aturades (38 homes i 58 dones). De les 426 persones inactives 201 estaven jubilades, 115 estaven estudiant i 110 estaven classificades com a «altres inactius».

### Ingressos
El 2009 a Moncoutant hi havia 1.311 unitats fiscals que integraven 3.120,5 persones, la mediana anual d'ingressos fiscals per persona era de 16.215 €.

### Activitats econòmiques
Dels 163 establiments que hi havia el 2007, 5 eren d'empreses alimentàries, 1 d'una empresa de fabricació de material elèctric, 14 d'empreses de fabricació d'altres productes industrials, 18 d'empreses de construcció, 40 d'empreses de comerç i reparació d'automòbils, 5 d'empreses de transport, 9 d'empreses d'hostatgeria i restauració, 2 d'empreses d'informació i comunicació, 10 d'empreses financeres, 14 d'empreses immobiliàries, 16 d'empreses de serveis, 15 d'entitats de l'administració pública i 14 d'empreses classificades com a «altres activitats de serveis».
Dels 49 establiments de servei als particulars que hi havia el 2009, 1 era una oficina d'administració d'Hisenda pública, 1 gendarmeria, 1 oficina de correu, 3 oficines bancàries, 7 tallers de reparació d'automòbils i de material agrícola, 1 taller d'inspecció tècnica de vehicles, 1 autoescola, 2 paletes, 3 guixaires pintors, 6 fusteries, 3 lampisteries, 1 electricista, 1 empresa de construcció, 6 perruqueries, 3 veterinaris, 2 restaurants, 5 agències immobiliàries, 1 tintoreria i 1 saló de bellesa.
Dels 17 establiments comercials que hi havia el 2009, 2 eren supermercats, 1 una gran superfície de material de bricolatge, 1 una botiga de menys de 120 m², 3 fleques, 1 una carnisseria, 2 llibreries, 2 botigues de roba, 1 una sabateria, 1 una botiga d'electrodomèstics, 1 un drogueria i 2 floristeries.
L'any 2000 a Moncoutant hi havia 61 explotacions agrícoles que ocupaven un total de 1.806 hectàrees.

## Equipaments sanitaris i escolars
El 2009 hi havia 2 farmàcies i 1 ambulància.
El 2009 hi havia 1 escola maternal i 2 escoles elementals. Moncoutant disposava de 2 col·legis d'educació secundària amb 406 alumnes.

## Poblacions més properes
El següent diagrama mostra les poblacions més properes.